# Pulp (Krimi)
Pulp (Originaltitel Le Poulpe, wörtlich „Der Krake“) ist eine französische Kriminalromanreihe. Held der Fortsetzungsserie ist Pulp, der mit bürgerlichen Namen Gabriel Lecouvreur heißt. Pulp ist sein Spitzname, da er so lange Arme hat und so aussieht wie ein Meereskrake.
Das Besondere an der Reihe ist, dass jeder Band von einem anderen Autor (teilweise recht bekannte Persönlichkeiten) verfasst ist. Seit 1995 sind in Frankreich etwa 300 Titel erschienen. Die Hefte erscheinen in der reißerischen Gestaltung eines Groschenromans und sind den amerikanischen Pulp-Magazinen recht ähnlich.

## Inhalt
Gabriel Lecouvreur, genannt „Pulp“,  ist alles andere als bürgerlich und hat so seine eigenen Ermittlungsmethoden. Anlass für ihn, tätig zu werden, sind meist Artikel in der Zeitung Le Parisien, in denen ihm irgendetwas seltsam vorkommt. Pulp hat neben den Ermittlungen auf eigene Faust drei große Leidenschaften: seine Freundin Cheryl, das Genießen internationaler Biersorten und die Suche nach Ersatzteilen für seine Polikarpow I-16, ein sowjetisches Jagdflugzeug aus der Zeit des spanischen Bürgerkriegs.
Die Reihe wurde geschaffen, um den rechtsextremen Heldenepen an den Kiosken in Frankreich eine antifaschistische Alternative gegenüberzustellen. Auch die Geschlechterproblematik wird in einer Folge aufgenommen. So übernimmt in Pulp und die Waffen der Frauen Cheryl die Ermittlungen.

## Figuren
Wiederkehrende Figuren:
- Cheryl, Freundin und Inhaberin eines Friseursalons
- Gérard, Wirt des Pied de Porc à la Sainte-Scolasse („Schweinsfuß in Gelee mit dunkler Sauce“)
- Maria, Frau des Wirts
- Vlad, Exil-Rumäne und Angestellter im Restaurant
- Léon, Hund im Pied de Porc
- Louis, Stammgast im Pied de Porc
- Pedro, Waffenhändler, Ausweisfälscher („er hatte mehr Ausweispapiere angefertigt als die Präfektur“)[1], Katalane und Anarchist
- Raymond, Flugzeugmonteur

## Autoren
Zu den Autoren der Romanserie zählten bisher u. a.:
- Franck Pavloff
- Paul Vecchiali
- Noël Simsolo
- Jean-Jacques Reboux
- Claude Mesplède
- Gérard Delteil
- Romain Goupil
- Gérard Lefort
- Cesare Battisti
- Stéphanie Benson
- Jean-Pierre Andrevon
- Hervé Le Tellier
- Michel Boujut
- Georges J. Arnaud
- Martin Winckler

## Übersetzung
Der Rowohlt-Imprint-Ableger Wunderlich hat von 1998 bis 2001 dreizehn der Romane veröffentlicht, jedoch nicht in der Originalreihenfolge (in Klammern wird mit # die französische Nummerierung angegeben):
1. Pulp und die Petze (#1), Autor: Pouy, ISBN 3499260514
2. Pulp und die Glatzen der Fraternité (#12), Autor: Jean-Jacques Reboux, ISBN 3499260522
3. Pulp in Gips (#28), Autorin: Sylvie Granotier, ISBN 3499260530
4. Pulp und die Opfer der Berge (#10), Autor: Pascal Dessaint, ISBN 3499260549
5. Pulp mag keine Köter (#11), Autor: Olivier Thiébaut, ISBN 3499260557
6. Pulp und das Blut der anderen (#24), Autor: Michel Chevron, ISBN 3499260565
7. Pulp und die alte Linke (#4), Autor: Didier Daeninckx, ISBN 3499261359
8. Pulp und der Riß im Beton (#3), Autor: Patrick Raynal, ISBN 3499261367
9. Pulp und die Liebe am Montag (#21), Autor: Romain Goupil, ISBN 3499261375
10. Pulp – Dakar Rap (#37), Autor: Lucio Mad, ISBN 3499261715 (zusammen mit Nr. 7)
11. Pulp und die Waffen der Frauen (#19), Autorin: Pascale Fonteneau, ISBN 3499261723
12. Pulp und die Rache der Schatten (#12), Autor: Gérard Delteil, ISBN 3499261731
13. Pulp und der Mord für Geld (#16), Autor: Hervé Prudon, ISBN 3499262193